# Giulietta Simionato
Giulietta Simionato (Forli, 12 de maio de 1910 — Roma, 5 de maio de 2010) foi uma mezzo-soprano italiana e uma das maiores cantoras do período pós-guerra. Sua carreira teve início depois de década de 1930 e sua aposentadoria aconteceu no ano de 1966. Foi uma mezzo excelente tanto no repertório dramático quando cômico, tanto nos líricos quanto nos pesados. Ela se apresentou nas maiores casas de óperas do mundo e trabalhou com os melhores maestros de todos os tempos. Cantou ao lado das maiores sopranos do seu período, incluindo Maria Callas e Renata Tebaldi, e foi admirada pelos companheiros e público pelo seu humor, profissionalismo e carinho.
Ela estudou em Rovigo e Pádua e fez sua estreia profissional em Montagnana em 1928. Nos primeiros quinze anos de carreira tivera frustrações, por só cantar partes pequenas, entretanto ela começou a chamar atenção no fim da década de 1940 a partir dai ela foi considerada uma das mais respeitadas cantoras da sua geração. Em 1936 ela fez sua estreia no La Scala, aparecendo lá frequentemente entre 1936 e 1966. Fez sua estreia no Royal Opera House, Covent Garden em 1953, onde ela apareceu regularmente entre 1963 e 1965. Em 1959 ela fez a sua estreia no Metropolitan Opera. Simionato também apareceu no Festival de Edimburgo (1947), na Ópera de São Francisco (1953), no Teatro Nacional de São Carlos (1954), na Ópera Lírica de Chicago (entre 1954 e 1961), na Ópera Estatal de Viena (a partir de 1956 até o fim de sua carreira) e no Festival de Salzburgo.
Simionato teve um largo repertório, incluindo as óperas de Gioachino Rossini, Pietro Mascagni e Georges Bizet. Ela também é uma excelente cantora do repertório verdiano.
Ela se aposentou em 1966 mas continuou dando aulas de posição e voz, com disposição e vitalidade até à década de 1990.